# 營運現金流量
營運現金流量(Operating Cash Flow)是在財務學和會計學上的現金流量體系中的一個项目。指一家公司排除掉在资本项目和股票上长期投资以外的收入現金數目。国际财务报告准则（IFRS）定义经营现金流为通过运营业务所产生的现金流量，去掉缴付的税收和利息，去掉投资项目获得的收入，再去掉缴付的股息红利所得。而计算运营业务所获得的现金流，需计算自顾客所得的现金与交付供应商的现金之差值。
自运营业务顾客所得的现金：
- 报告的收入
- -运营业务营收账款增长数（减少数）
- -投资收入（销售资产所得利润，另报告在投资现金流中）
- -其他非现金收入或非销售收入

付与运营业务供应商的现金：
- 销售成本-股票量变动=商品购买
- +其他开销
- -运营业务应付账款增长数（减少数）
- -非现金开销项目，如设备折旧、资产减值、准备金或呆账等
- -金融开销（另报告在融资现金流中）